# Leuven Bears in het seizoen 2022/23
Het seizoen 2022/2023 was het 20e jaar in het bestaan van de Leuvense basketbalclub Leuven Bears sinds de fusie in 2003. 

## Verloop
De club kwam voor een tweede seizoen uit in de BNXT League. Thibault Vanderhaegen, Nick McGlynn, Josh Heath en KeVaughn Allen verlengden allen hun contract voor het seizoen 2022/23. De eerste nieuwe aanwinst werd de Amerikaan Brevin Pritzl die overkwam van het Deense Team FOG Naestved. Nadien werden ook nog Darnell Snyers en John Fulkerson aangetrokken als nieuwe spelers. Tiago Nunes en Roel Bucumi maakten de overstap van de B-ploeg naar de A-ploeg. Darnell Snyers, Remco Nunes, Lucas Ven, Thomas Janssens, Laurent Sergeant en Xander Vermeulen spelen in de B-ploeg maar trainen mee met de A-ploeg en kunnen ook voor de A-ploeg uitkomen.
In augustus 2022 verliet Josh Heath toch de club nadat hij werd uitgenodigd op een trainingskamp van Orlando Magic als vervanger werd de Sloveen Zan Kosic aangetrokken op een try-out contract tot midden november 2022. Midden augustus werd als laatste nieuwe speler Jordan Skipper-Brown aangetrokken. Aan het begin van het seizoen vielen zowel Vanderhaegen als Pritzl uit met langdurige blessures. Daarom werd de Amerikaan Jahmal McMurray aangetrokken om deze blessures op te vangen en kreeg een contract tot eind december 2022. Na het aflopen van het contract van Kosic midden november 2022 keerde Josh Heath terug bij Leuven.
Begin december 2022 werd de Amerikaan Jordan Skipper-Brown ontslagen nadat hij in een wedstrijd tegen Liège Basket de zaal had verlaten op eigen initiatief nadat hij gewisseld werd. Als vervanger werd de Nederlandse international Mohamed Kherrazi aangetrokken. In de loop van december keerde zowel Vanderhaegen als Pritzl terug uit blessure en werd daarom het contract van McMurray niet verlengd. Op 4 maart 2023 was Eddy Casteels aan zijn 185 wedstrijd als coach bij de Leuven Bears aan de slag waarmee hij het oude record van Jurgen Van Meerbeeck voorbij ging. In april 2023 verliet Mohamed Kherrazi alweer de club en werd er een einde gemaakt aan zijn try-out. Nog in april moest Wouter Willems opnieuw geopereerd worden na een complicatie van zijn blessure.
Leuven eindigde als zesde in de nationale competitie en nam daarom deel aan de Elite Silver. In de Elite Silver won Leuven al zijn wedstrijden en was daarmee gekwalificeerd voor de nationale play-offs. In de nationale play-offs verloren ze in de kwartfinale van Kangoeroes Mechelen. Daarna kwamen ze uit in de BNXT-play-offs waarin ze in de tweede ronde wonnen van Okapi Aalst, in der derde ronde wonnen van Heroes Den Bosch maar in de vierde ronde onderuit gingen tegen Spirou Charleroi.
De club won in de 16de finales van de Beker van België van tweedeklasser Oxaco Boechout maar ze verloren in de kwartfinale van latere winnaar Antwerp Giants.

## Ploeg
Antwerp Giants ·
Apollo Amsterdam ·
Aris Leeuwarden ·
BAL ·
Union Mons-Hainaut ·
Den Helder Suns ·
Donar ·
Feyenoord ·
Heroes Den Bosch ·
Kangoeroes Basket Mechelen ·
Landstede Hammers ·
Leuven Bears ·
Liège Basket ·
Limburg United ·
Okapi Aalst ·
Oostende ·
Brussels Basketball ·
Spirou Charleroi ·
Yoast United ·
ZZ Leiden